# Грачац (Врњачка Бања)
Грачац је насеље у Србији у општини Врњачка Бања у Рашком округу. Према попису из 2022. било је 1692 становника.
Чине га две физиономске целине: Доњи и Горњи Грачац. Налази се у долини Западне Мораве, и пружа се до падина планине Гоч. Од Врњачке Бање је удаљено око 10 km.
Кроз атар села пролазе значајне саобраћајне комуникације, магистрални пут Краљево-Крушевац, као и железничка пруга Пожега-Сталаћ. Број задње поште је 36215, Подунавци, Србија. Површина сеоског атара износи 3411 хектара (34,11 km²).
Сеоска црква носи име Светог Саве, а сеоска слава је Света Тројица. Село је економски неразвијено и у фази демографске старости.

## Историја
По одређеним историографским подацима, најранији православни религијски објекат, који је постојао на месту данашње цркве, потиче из 12. века. Топоним Грачац је настао од речи Градац (град, утврђење). Према историчару Милану Д. Сотировићу, на територији данашњег села се још у доба римског царства развило насеље, приближно у 2. веку, управо око војног утврђења, дуж пута (via militaris) Београд-Ниш, који је у то време пролазио том територијом. Ову теорију донекле поткрепљује и откриће остатака темеља објекта, на месту Ћелије, у горњем делу села, кога је Феликс Каниц означио као римски каструм. Најстарији арехолошки налаз у селу је мермерна плоча са латинским натписом, нађена на сеоском гробљу, поред цркве, непосредно пред Балканске ратове. Плоча је послата за Београд, али јој се после Првог светског рата губи сваки траг. Грачац је био под турском влашћу до 1833. године, а турски назив Курилово је носио и током 19. века. Постоји могућност да је село Бивољак, поменуто у више турских дефтера током 16. века заправо Грачац. Назив Грачац је уведен крајем 19. века. Ове, а и детаљније податке о историји села Грачац, Милан Д. Сотировић, објавио је 1996. године у делу Врњачка Бања и околина у публикацији Народне библиотеке Др Душан Радић, Врњачка Бања.

## Демографија
У насељу Грачац живи 1600 пунолетних становника, а просечна старост становништва износи 41,5 година (40,5 код мушкараца и 42,4 код жена). У насељу има 652 домаћинства, а просечан број чланова по домаћинству је 3,08.
Ово насеље је великим делом насељено Србима (према попису из 2002. године).
|  |

| Демографија | Демографија | Демографија |
| Година      | Становника  | Становника  |
| ----------- | ----------- | ----------- |
| 1948.       | 2.395       |             |
| 1953.       | 2.386       |             |
| 1961.       | 2.277       |             |
| 1971.       | 2.129       |             |
| 1981.       | 2.012       |             |
| 1991.       | 2.045       | 1.983       |
| 2002.       | 2.011       | 2.059       |

| Етнички састав према попису из 2002.‍ | Етнички састав према попису из 2002.‍ | Етнички састав према попису из 2002.‍ | Етнички састав према попису из 2002.‍ | Етнички састав према попису из 2002.‍ |
| ------------------------------------ | ------------------------------------ | ------------------------------------ | ------------------------------------ | ------------------------------------ |
|                                      |                                      |                                      |                                      |                                      |
| Срби                                 | Срби                                 |                                      | 1.851                                | 92,04%                               |
| Роми                                 | Роми                                 |                                      | 124                                  | 6,16%                                |
| Црногорци                            | Црногорци                            |                                      | 18                                   | 0,89%                                |
| Југословени                          | Југословени                          |                                      | 7                                    | 0,34%                                |
| Македонци                            | Македонци                            |                                      | 4                                    | 0,19%                                |
| Словенци                             | Словенци                             |                                      | 1                                    | 0,04%                                |
| Муслимани                            | Муслимани                            |                                      | 1                                    | 0,04%                                |
| непознато                            | непознато                            |                                      | 3                                    | 0,14%                                |

| Година пописа     | 1948. | 1953. | 1961. | 1971. | 1981. | 1991. | 2002. |
| ----------------- | ----- | ----- | ----- | ----- | ----- | ----- | ----- |
| Број домаћинстава | 426   | 442   | 533   | 563   | 561   | 581   | 652   |

| Број чланова      | 1   | 2   | 3  | 4   | 5  | 6  | 7  | 8 | 9 | 10 и више | Просек |
| ----------------- | --- | --- | -- | --- | -- | -- | -- | - | - | --------- | ------ |
| Број домаћинстава | 124 | 178 | 89 | 135 | 68 | 33 | 19 | 3 | 1 | 2         | 3,08   |

| Пол    | Укупно | Неожењен/Неудата | Ожењен/Удата | Удовац/Удовица | Разведен/Разведена | Непознато |
| ------ | ------ | ---------------- | ------------ | -------------- | ------------------ | --------- |
| Мушки  | 806    | 188              | 536          | 47             | 22                 | 13        |
| Женски | 883    | 142              | 537          | 166            | 16                 | 22        |
| УКУПНО | 1.689  | 330              | 1.073        | 213            | 38                 | 35        |

| Пол    | Укупно                    | Пољопривреда, лов и шумарство | Рибарство                            | Вађење руде и камена | Прерађивачка индустрија       |
| ------ | ------------------------- | ----------------------------- | ------------------------------------ | -------------------- | ----------------------------- |
| Мушки  | 348                       | 50                            | 0                                    | 0                    | 126                           |
| Женски | 239                       | 59                            | 0                                    | 0                    | 73                            |
| УКУПНО | 587                       | 109                           | 0                                    | 0                    | 199                           |
| Пол    | Производња и снабдевање   | Грађевинарство                | Трговина                             | Хотели и ресторани   | Саобраћај, складиштење и везе |
| Мушки  | 7                         | 16                            | 29                                   | 10                   | 29                            |
| Женски | 2                         | 1                             | 19                                   | 20                   | 0                             |
| УКУПНО | 9                         | 17                            | 48                                   | 30                   | 29                            |
| Пол    | Финансијско посредовање   | Некретнине                    | Државна управа и одбрана             | Образовање           | Здравствени и социјални рад   |
| Мушки  | 0                         | 15                            | 14                                   | 8                    | 9                             |
| Женски | 1                         | 9                             | 6                                    | 12                   | 26                            |
| УКУПНО | 1                         | 24                            | 20                                   | 20                   | 35                            |
| Пол    | Остале услужне активности | Приватна домаћинства          | Екстериторијалне организације и тела | Непознато            | Непознато                     |
| Мушки  | 11                        | 0                             | 0                                    | 24                   | 24                            |
| Женски | 1                         | 0                             | 0                                    | 10                   | 10                            |
| УКУПНО | 12                        | 0                             | 0                                    | 34                   | 34                            |